# フシャヌフ

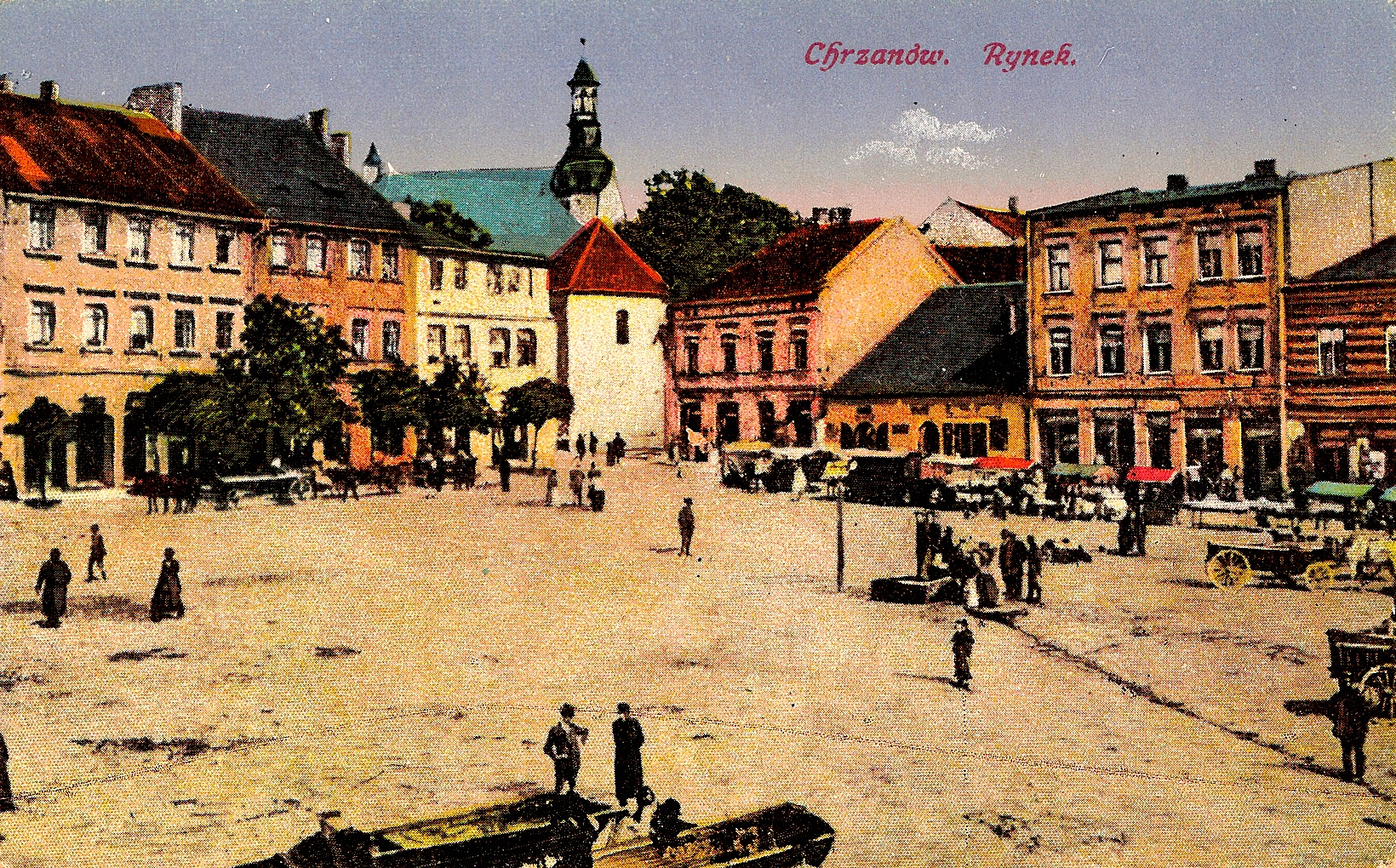

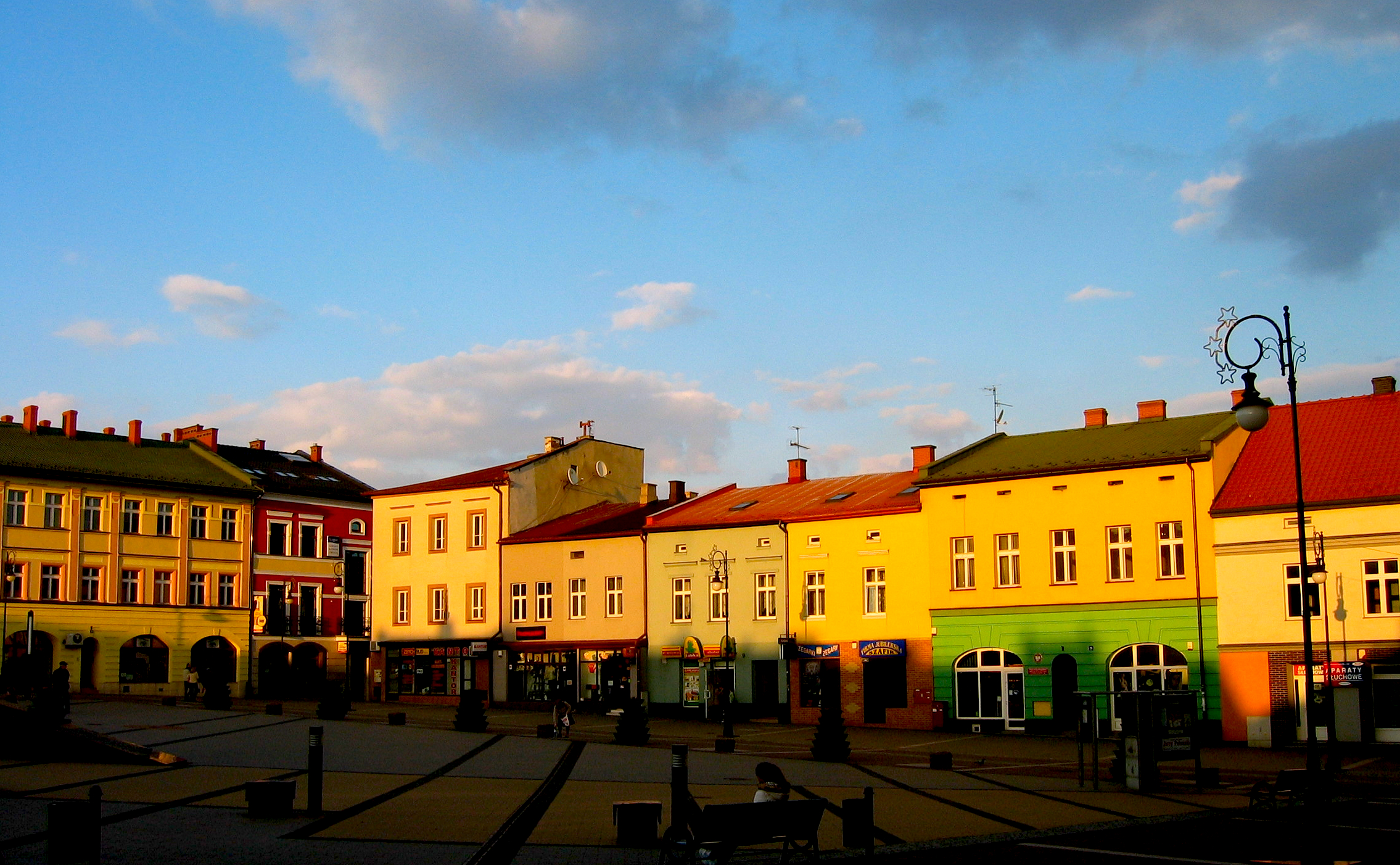

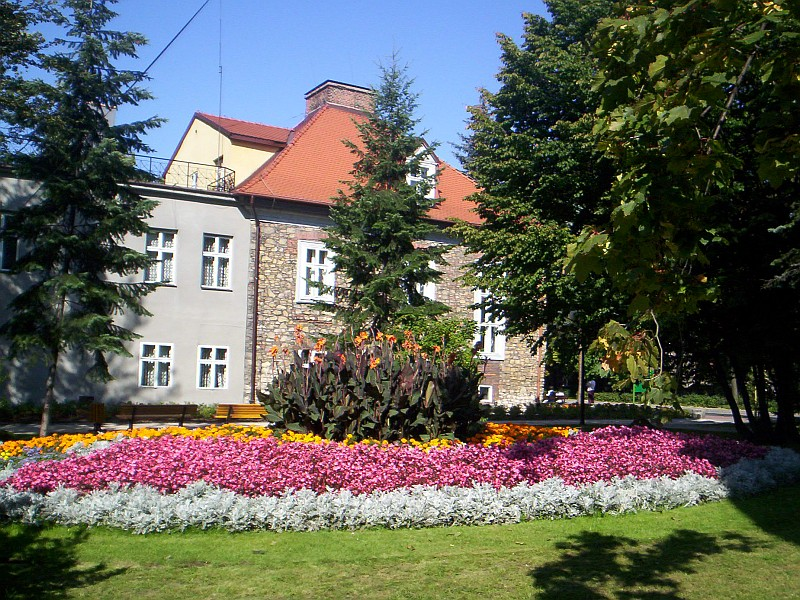

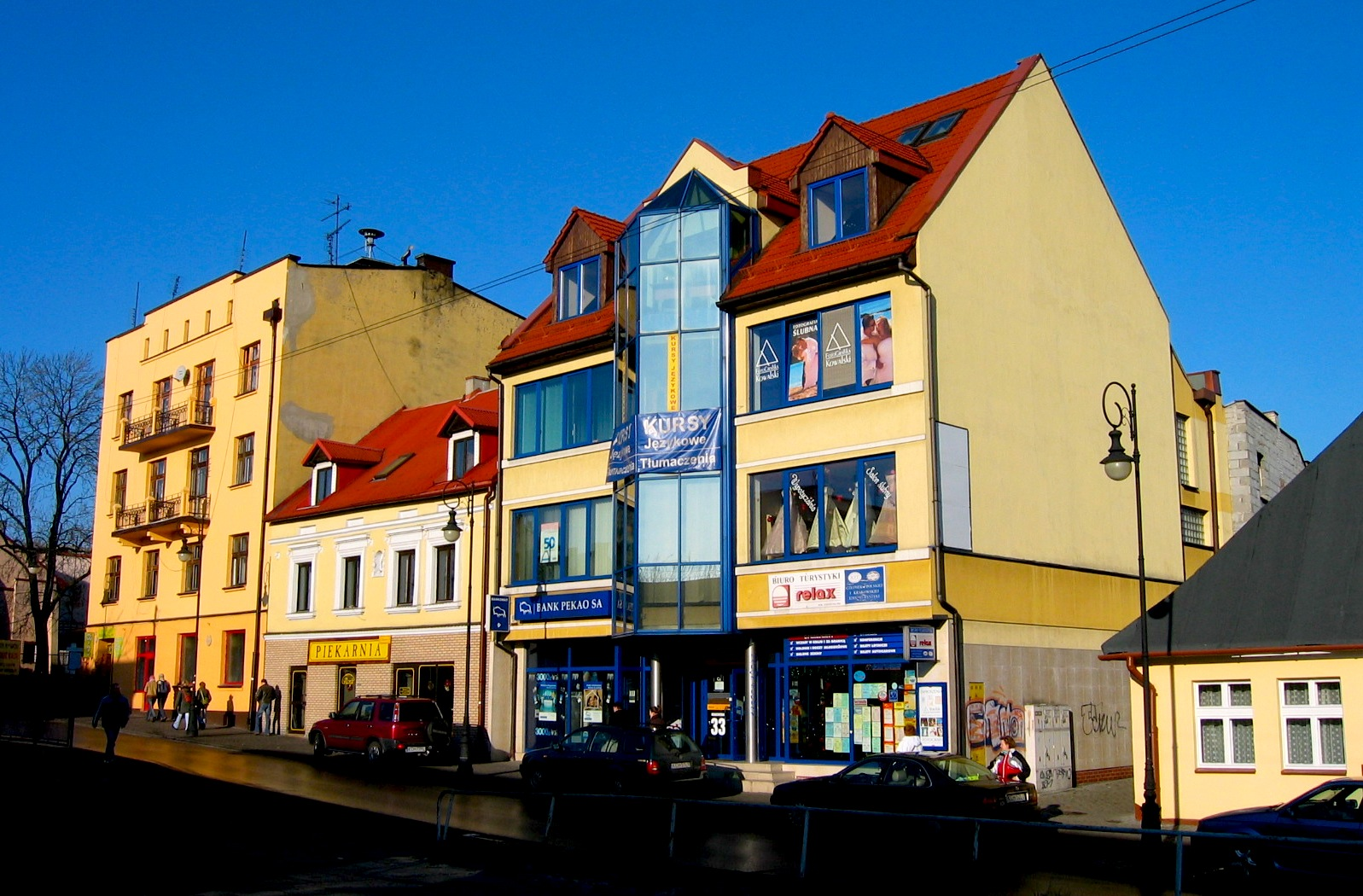

フシャヌフ （ポーランド語：Chrzanów [ˈxʂanuf] ( 音声ファイル))は、ポーランド南部、マウォポルスカ県の都市。人口35,651人(2021年)。

## 教育機関
- Wyższa Szkoła Przedsiębiorczości I Marketingu

## フシャヌフ出身の著名人
- アイザック・ドイッチャー　(1907-1967年)、 ソ連研究家、トロツキスト。ユダヤ系）
- ミハウ・ガヨフニク (1981年- 2009年)、カヌー選手。）

## 姉妹都市
- アルヌ、フランス
- ニェクラードハーザ、ハンガリー
- イヴァーノ＝フランキーウシク、ウクライナ